# Inge Baecker
Inge Baecker bei Eröffnung der Fluxus-Ausstellung im Kunstmuseum Bochum (2012)

Link zum Bild

Inge Gisela Baecker (* 1. Oktober 1943 Bochum; † 15. Juli 2021 Bad Münstereifel) war eine deutsche Galeristin und Kuratorin.

## Wirken

### Studienzeit
Inge Baecker wuchs in Bochum auf und begann nach ihrem Abitur ab 1963 ihr Studium der Philosophie, Kunstgeschichte (bei Max Imdahl) und Germanistik in Bonn, Münster, Gießen und Konstanz. In Konstanz lernte Inge Baecker die deutsche Kunstsammlerin und Galeristin Ingvild Goetz kennen, in deren Galerie und Grafikverlag Art in Progress sie für eine kurze Zeit nach ihrem Abschluss als Magistra Artium arbeitete.

### Erste Verkaufstätigkeit und Kontakte
Bereits ab 1968 verkaufte sie aus ihrer eigenen Wohnung erste Kunstwerke.
Während ihrer Arbeit bei Ingvild Goetz hatte sie den Künstler Wolf Vostell kennengelernt. Mit seinen grafischen Werken eröffnete sie im November 1970 in der Tiefgarage des Anwesens ihrer Mutter an der Berggate 69 in Bochum ihrer erste Galerie.
Ebenfalls 1970 besuchte sie die Happening und Fluxus-Ausstellung im Kölnischen Kunstverein, bei der sie die Künstler und Künstlerinnen Allan Kaprow, Dick Higgins, Charlotte Moorman, Al Hansen, Arthur Köpcke, Robert Filliou, George Maciunas und Ben Vautier kennenlernte.

### Galerietätigkeit
Zwischen November 1970 und Oktober 1975 zeigte sie in der an der Berggate 69 in Bochum Happening und Fluxus-Künstler und Künstlerinnen und machte ihre Galerie damit zu einer von Deutschlands ersten Adressen der Happening und Fluxus Bewegung und des Neo-Dadaismus. Neben Wolf Vostell präsentierte sie Werke von Al Hansen, Geoffrey Hendricks, Nam June Paik, Mauricio Kagel und verhalf Alison Knowles 1973 zu ihrer ersten deutschen Einzelausstellung.
Im Oktober 1975 folgte der Umzug in die neuen Galerieräume in der Bergstraße 54 in Bochum, in der sie bis zum März 1983 verblieb. Zum 20. Geburtstag der Fluxusbewegung zeigte sie zum Jahreswechsel 1982/83 ihre 100. und letzte Ausstellung in Bochum unter dem Titel Partituren sind Handlungsanweisungen. Im März 1983 folgte der erste der Umzug der Galerie Inge Baecker nach Köln, da sich der Kunstmarkt zunehmend auf die Metropolen zentralisierte. Zunächst in die St. Apern-Straße 21, ein Jahr darauf im März 1984 in die Zeughausstraße 13 in Köln. Besonders in dieser Zeit setzte Inge Baecker sich für die zeitgenössische brasilianische Kunst in Deutschland ein. 1988 organisierte sie die Ausstellung Brasil Já. Beispiele zeitgenössischer brasilianischer Malerei die unter anderem im Schloss Morsbroich gezeigt wurde.
Durch den Umzug nach Köln gewann Inge Baecker neue Künstler und Künstlerinnen für ihre Galerie und erweiterte das Programm um Vertreter des konzeptuellen Realismus. Darunter Wolfgang Niedecken, Rainer Gross, Howard Kanovitz, Larry Rivers, Ugo Dossi, Ivan Chujkov, Siron Franco und Serhat Kiraz. Inge Baeckers Blick ging dabei über die Grenzen Europas und Nordamerikas, auch Künstler und Künstlerinnen aus Russland, der Türkei und Südamerika gehörten fortan zu ihrem Programm.
Auch jüngere Künstler und Künstlerinnen, die an die Traditionen des Neo-Dada und Fluxus anschlossen, darunter Laas Abendroth, Christoph Pöggeler, Cornel Wachter, IRWIN und Sakir Gökcebag wurden von ihr in Köln präsentiert.
Im Jahr 2012 wurde mit der Ausstellung „Inge Baecker Bochum – Fluxus Ruhrgebiet“ im Kunstmuseum Bochum die weit über Bochum hinaus reichende Wirkung der Galerie Inge Baecker in den 1970er Jahren gewürdigt.
2007 folgte der letzte Umzug der Galerie Inge Baecker in eine Burg nach Bad Münstereifel. Dort kam die Galeristin bei der Flutkatastrophe 2021 ums Leben.

### Bochumer Kunstwochen
Zwischen 1972 und 1979 organisierte Inge Baecker 6. Mal die Bochumer Kunstwochen im Einkaufszentrum im Ruhrpark Bochum. Gemeinsam mit vielen Künstlern und Künstlerinnen, darunter Kagel, Kaprow, Vostell, Hansen, Moorman, Wewerka, gestaltete sie ein vielfältiges künstlerisches Programm, dass die Menschen für die Kunst begeistern sollte.

### Tätigkeit als Kuratorin
Neben ihrer Tätigkeit als Galeristin engagierte sich Inge Baecker auch als Ausstellungskuratorin beispielsweise für das Museum Morsbroich, das Sprengel Museum Hannover, den Württembergischen Kunstverein Stuttgart, das Rheinische Landesmuseum Bonn (2007, Meine Kunst ist der ewige Widerstand gegen den Tod), die Kirche St. Gereon in Köln (1996–2003, Moderne Kunst im liturgischen Jahr), die Kunsthalle in Düsseldorf (1975, Sehen um zu Hören. Objekte und Konzerte zu visueller Musik der sechziger Jahre.) und das Bayer Kulturhaus in Leverkusen (2004, Griechenland-Türkei. Treffpunkt moderne Kunst). Insgesamt kuratierte sie 450 Ausstellungen und verhalf 28 internationalen Künstlern zu ihren ersten deutschen Einzelausstellungen.